# Contrôle du bruit

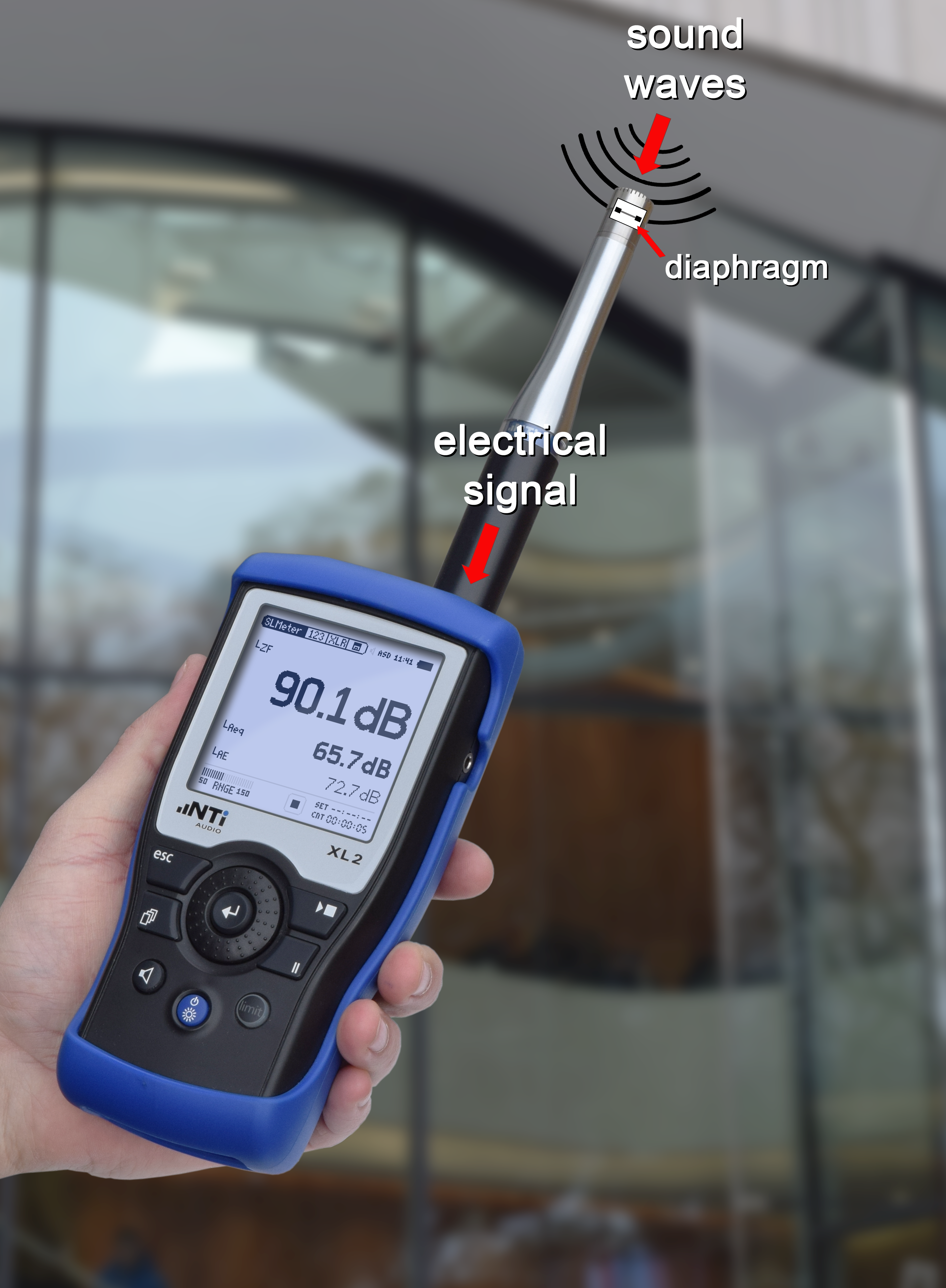
Sonomètre

Le contrôle du bruit, sa gestion ou atténuation, sont les efforts déployés, en tout domaine, pour diminuer la pollution sonore et limiter l'impact du bruit, tant à l'extérieur qu'à l'intérieur des bâtiments et autres structures habitées.

## Généralités
Parmi les principaux domaines concernés par le contrôle, d'atténuation ou de réduction du bruit figurent : le contrôle du bruit des transports (trafic routier, ferroviaire, aérien, des navires dans les ports, etc), la conception architecturale et l'urbanisme (via notamment des codes de zonage) ou encore le contrôle du bruit au travail.
Le bruit routier et celui des avions sont les sources les plus répandues de nuisances et de bruit environnemental.
Certaines activités sociales génèrent des niveaux de bruit affectant la santé publique et en particulier celle des populations résidentes ou proches de certains lieux de divertissement source de bruit intense ou de musique amplifiée, ces lieux sont des défis pour des stratégies efficaces d'atténuation et de gestion du bruit.
Plusieurs techniques d'acoustique architecturale ont été développées pour traiter ou gérer les niveaux sonores d'espaces intérieurs, dont beaucoup sont exigées ou encouragées par les codes du bâtiment. Dans les meilleurs cas, les concepteurs et opérateurs sont encouragés à travailler avec des acousticiens pour étudier les compromis entre la conception architecturale ou urbanistique du bâti (chaussées, structures, infrastructures...) et le contrôle du bruit.
Ces techniques incluent l'utilisation de murs extérieurs et mitoyens, et d'assemblages de planchers et de plafonds  neutralisant le bruit et/ou sa transmission ; il existe aussi de nombreux moyens d'atténuer et contrôler la réverbération dans les salles telles que les auditoriums, les salles de concert et de cinéma, et d'autres lieux de divertissement et de vie sociale, les salles de restauration, le studios d'enregistrement audio ou TV, les salles de réunion, etc.
La science des matériaux a permis de produire des écrans acoustiques et divers revêtements insonorisants pour les espaces intérieurs ou extérieurs.
Le contrôle du bruit industriel, parfois très intense, est un sous-ensemble du contrôle architectural du bruit, mettant l'accent sur des méthodes spécifiques d'isolation acoustique des machines industrielles, au service de la protection des travailleurs à leurs postes de travail.
Le masquage sonore est l'ajout actif de bruit pour réduire la gêne causée par certains sons ; le contraire de l'insonorisation.

## Normes, recommandations et lignes directrices
Les organisations ont souvent leurs propres normes, recommandations et directives sur les niveaux de bruit que les travailleurs sont autorisés à subir avant que des stratégies de contrôle du bruit ne soient obligatoires.

### Administration de la sécurité et de la santé au travail (OSHA)
L'OSHA impose qu'à partir de 90 décibels pondérés A (dBA) en moyenne pondérée dans le temps (TWA) sur 8 heures, des contrôles administratifs et/ou de nouveaux contrôles techniques doivent être mis en œuvre sur le lieu de travail. Et les bruits d'impulsions sonores et d'impact doivent être contrôlés pour éviter qu'ils dépassent 140 dB de niveaux de pression acoustique de crête (SPL),.

### Organisation de la sécurité et de la santé dans les mines (MSHA)
La MSHA exige que des contrôles administratifs et/ou techniques soient mis en œuvre sur le lieu de travail lorsque les mineurs sont exposés à des niveaux supérieurs à 90 dBA TWA. À partir de 115 dBA, les mineurs doivent porter une protection auditive. La mesure des niveaux de bruit pour la prise de décision en matière de contrôle du bruit doit intégrer tous les bruits de 90 dBA à 140 dBA,.

### Association fédérale des chemins de fer (FRA)
La FRA recommande de mettre en œuvre une stratégie de lutte contre l'exposition des travailleurs au bruit dès 90 dBA pour une TWA de 8 heures. Les mesures de bruit doivent intégrer tous les bruits, y compris intermittents, continus, d'impact et d'impulsions sonores entre 80 dBA et 140 dBA,.

### Département américain de la Défense
Le ministère de la Défense (DoD) suggère que les nuisances sonores soient contrôlées, principalement par des moyens techniques. Il exige que tous les bruits en régime permanent soient réduits à des niveaux inférieurs à 85 dBA et que les bruits impulsionnels soient maintenus sous 140 dB crête SPL. Les expositions TWA ne sont pas prises en compte pour les exigences du DoD,.

### Directive du Parlement européen et du Conseil
Cette directive impose que les niveaux de bruit soient réduits ou éliminés à l'aide de contrôles administratifs et techniques. Cette directive impose de ne pas dépasser 80 dBA pendant 8 heures avec 135 dbSPL de crête, ou 85 dBA pendant 8 heures avec 137 dBSPL de crête.
Seuil d'exposition : 87 dBA pendant 8 heures avec des niveaux de crête de 140 dBSPL de crête,

## Approches de lutte contre le bruit
Un modèle efficace pour le contrôle du bruit est le modèle source, chemin et récepteur de Bolt et Ingard. Le bruit dangereux peut être contrôlé en le réduisant à sa source (c'est l'idéal), puis en le minimisant lorsqu'il se déplace vers l'auditeur, et en fournissant le cas échéant à la personne qui le reçoit un équipement de protection contre le bruit.

### Réduction du bruit à la source
Diverses mesures visent à réduire le bruit dangereux à sa source. Des programmes tels que Buy Quiet et le National Institute for Occupational Safety and Health (NIOSH) Prevention through design encouragent la recherche et la conception d'équipements plus silencieux, ainsi que la rénovation et le remplacement d'anciens équipements acoustiquement dangereux par des alternatives modernes.

### Chemin du bruit
Le principe de réduction du bruit par modification de son trajet s'applique à la modification des trajets directs et indirects du bruit.
Le bruit qui traverse des surfaces réfléchissantes (sols lisses, murs, vitres...), peut être dangereux. Les modifications des voies comprennent l'utilisation de matériaux physiques absorbant le son (isolants acoustiques) et l'utilisation de murs et parfois conçus pour former une barrière acoustique. Les équipements bruyants peuvent être enfermés dans des enceintes insonorisantes ou des pièces acoustiquement isolées à partir desquelles les travailleurs peuvent contrôler à distance l'équipement. Ces méthodes empêchent le son de se déplacer le long d'un chemin vers le travailleur ou d'autres auditeurs.

### Protection du receveur
En contexte industriel, commercial, militaire ou festif, certains opérateurs ou travailleurs doivent se conformer à un programme approprié de conservation de l'ouïe. Les zones très bruyantes peuvent être interdites au personnel, empêchant l'exposition inutile au bruit. Les équipements de protection individuelle tels que les bouchons d'oreille en mousse ou les cache-oreilles pour atténuer le son constituent une dernière ligne de défense pour l'auditeur.

## Technologies de base
- Isolation acoustique : elle empêche la transmission du bruit par la mise en place d'une barrière de masse. Les matériaux courants ont des propriétés de haute densité telles que la brique, le verre épais, le béton, le métal, etc.
- Absorption acoustique : un matériau poreux qui agit comme une « éponge de bruit » en convertissant l'énergie sonore en chaleur à l'intérieur du matériau. Les matériaux d'absorption acoustique comprennent, par exemple des tuiles anéchoïques (qui revêtent l'extérieur de sous-marins militaires pour les rendre moins détectables), des éléments à base de plomb découplés, des mousses à cellules ouvertes, des matériaux à base de fibre de verre, etc.
- Amortissement des vibrations : il est applicable aux surfaces vibrantes, y compris de grande taille. Le mécanisme d'amortissement fonctionne en extrayant l'énergie de vibration de la feuille mince et en la dissipant sous forme de chaleur. Un matériau courant est l'acier insonorisé.
- Isolation vibratoire : elle empêche la transmission de l'énergie vibratoire d'une source à un récepteur en introduisant un élément flexible ou une rupture physique. Parmi les isolateurs de vibrations courants figurent les ressorts, les supports en caoutchouc, le liège, etc.

## Chaussées

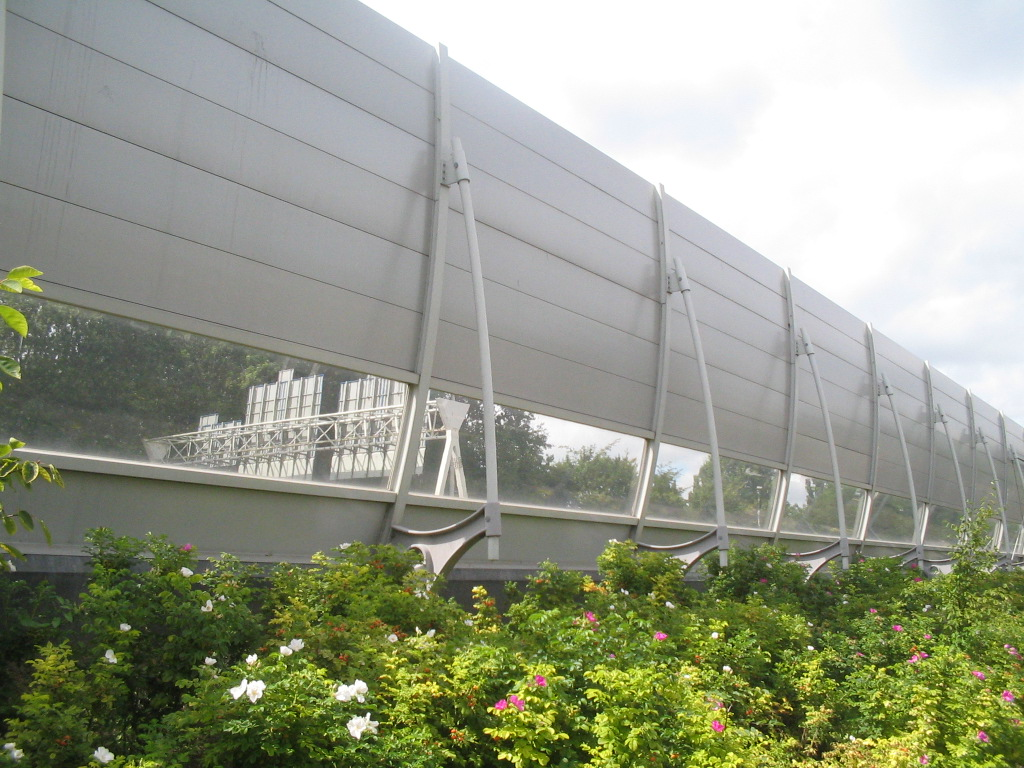
Exemple de mur anti-bruit, aux Pays-Bas, doté d'une section transparente au niveau des yeux du conducteur pour réduire l'impact visuel pour les usagers de la route.

Les études sur les barrières antibruit ont montré des résultats mitigés quant à leur capacité à réduire efficacement la pollution sonore. Les véhicules électriques et hybrides pourraient réduire la pollution sonore, mais seulement si ces véhicules représentent une part élevée du nombre total de véhicules ; en zone urbaine, avec 50% de véhicules électriques dans le trafic, la réduction globale du bruit routier ne serait que de quelques décibels, c'est-à-dire à peine perceptible. Le bruit de l'autoroute est aujourd'hui moins affecté par le type de moteur, car les effets à vitesse plus élevée sont liés au bruit aérodynamique et aux pneus.
Une certaine réduction du bruit à la source a été obtenue l'amélioration de la conception des bandes de roulement des pneus pour les camions dans les années 1970, par un meilleur blindage des moteurs diesel dans les années 1980 et par les réglementations des véhicules silencieux.
Les domaines les plus efficaces d'atténuation du bruit routier se trouvent dans les choix urbanistiques, dans la conception des routes et des barrières antibruit, dans certaines restrictions pour les camions, dans la réduction et le contrôle de la vitesse (les émissions sonores les plus faibles proviennent des véhicules roulant entre 30 et 60 kilomètres à l'heure. Au-dessus de cette plage, les émissions sonores doublent tous les cinq miles par heure de vitesse. Aux vitesses plus basses, les bruits de freinage et d'accélération moteur dominent.
Le choix du revêtement de la chaussée peut faire une différence d'un facteur deux dans les niveaux sonores, pour le régime de vitesse supérieur à 30 kilomètres par heure. Les chaussées plus silencieuses sont poreuses avec une texture de surface absorbant le bruit et utilisant des granulats de petite à moyenne taille ; les chaussées les plus bruyantes ont des surfaces rainurées transversalement, des textures de surface plus granuleuses, dues à des agrégats plus gros. Le frottement de la surface et la sécurité routière sont aussi des considérations importantes pour les décisions relatives aux chaussées.
Le positionnement et la géométrie des chaussées d'autoroutes ou d'artères urbaines a aussi son importance.
Utiliser un modèle informatique pour calculer ou simuler des niveaux sonores est devenu courant à partir des années 1970. Ainsi, l'exposition des récepteurs sensibles à des niveaux sonores élevés peut être minimisée. Un processus analogue existe pour les systèmes urbains de transport en commun et d'autres décisions en matière de transport ferroviaire. Les premiers exemples de systèmes ferroviaires urbains conçus à l'aide de cette technologie étaient: les extensions de la ligne MBTA de Boston (années 1970), l'extension du système BART de San Francisco (1981), le système METRORail de Houston (1982) et le système MAX Light Rail à Portland, Oregon (1983).
Des écrans antibruit peuvent être installés sur des projets de transport de surface existants ou prévus. Ils constituent l'une des mesures les plus efficaces prises pour moderniser les routes existantes et peuvent généralement réduire les niveaux sonores de l'utilisation des parcelles adjacentes jusqu'à dix décibels. Un modèle informatique est nécessaire pour concevoir la barrière car le terrain, la micrométéorologie et d'autres facteurs spécifiques à l'environnement local rendent l'entreprise très complexe. Par exemple, une chaussée située sera difficile à insonoriser par un mur antibruit classique.

## Avion

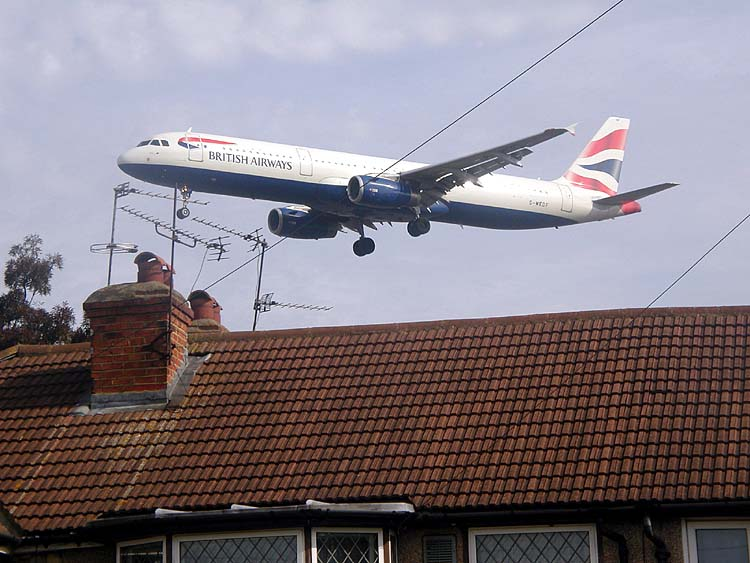
Un Airbus A321 de British Airways lors de son approche d'atterrissage à l'Aéroport de Londres-Heathrow, montrant sa proximité des moteurs (à la fois sources de pollution phonique et de pollution de l'air) avec les habitations.

Comme dans le cas du bruit routier, peu de progrès ont été réalisés pour étouffer le bruit des avions à la source depuis les années 1960 avec l'élimination progressive des conceptions de moteurs les plus bruyants. En raison de sa vitesse et de son volume, le bruit de l'échappement des turboréacteurs défie toute réduction par des moyens simples.
Les solutions les plus prometteuses combineraient l'aménagement du territoire, les restrictions d'opérations aériennes et l'amélioration de l'insonorisation résidentielle. Les restrictions de vol peuvent prendre la forme d'une utilisation privilégiée de la piste, de la trajectoire et de la pente de vol de départ et des restrictions horaires d'envols et atterrissages. Ces tactiques sont parfois décriées par controversées par les compagnies aériennes.
En 1979, le Congrès des États-Unis a autorisé la FAA à concevoir une technologie et des programmes pour tenter d'isoler les maisons près des aéroports. L'environnement extérieur n'est pas protégé de la pollution sonore, mais l'ambiance les intérieurs résidentiels et scolaires, hospitaliers, etc. est améliorée. Certains des aéroports où ceci a été appliquée très tôt étaient l'Aéroport international de San Francisco, l'Aéroport international de Seattle-Tacoma, l'Aéroport John-Wayne, l'Aéroport international de San José en Californie.
Une modélisation informatique de la propagation du bruit des avions et de la pénétration du bruit dans les bâtiments tient compte des types d'aéronefs, des modèles de vol et de la météorologie locale pour étudier les avantages des stratégies de rénovation des toitures, terrasses, murs extérieurs, vitrage des fenêtres, déflecteur de cheminée, de calfeutrage des joints de construction et d'autres mesures d'intérêt acoustique.
Le modèle informatique permet d'évaluer le rapport coût-efficacité d'une multitude de stratégies.
Au Canada, Transports Canada prépare des prévisions d'exposition au bruit (NEF) pour chaque aéroport, à l'aide d'un modèle informatique similaire à celui utilisé aux États-Unis. L'aménagement de terrains résidentiels est découragé dans les zones à fort impact identifiées par les prévisions.

## Solutions architecturales

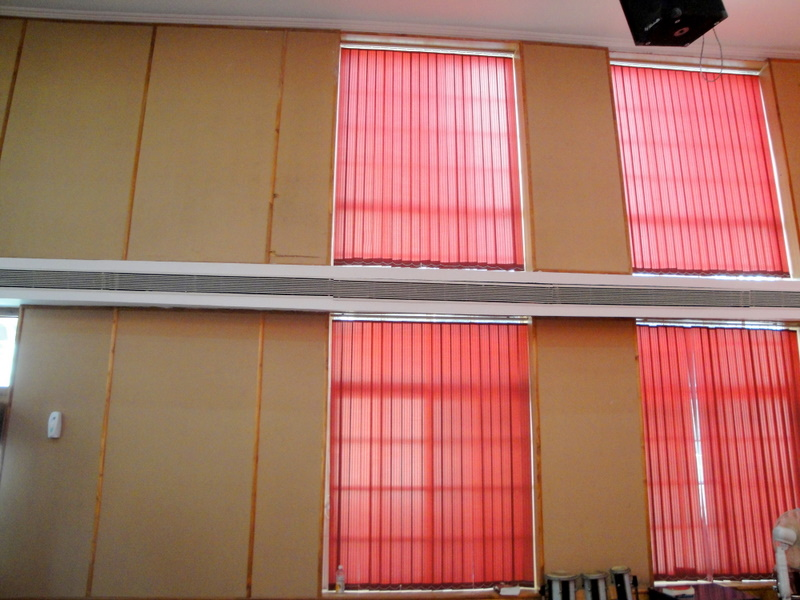
Ici, de grands panneaux de traitement du son contrastent avec des rideaux rouges (salle de réunion d'une groupe religieux)

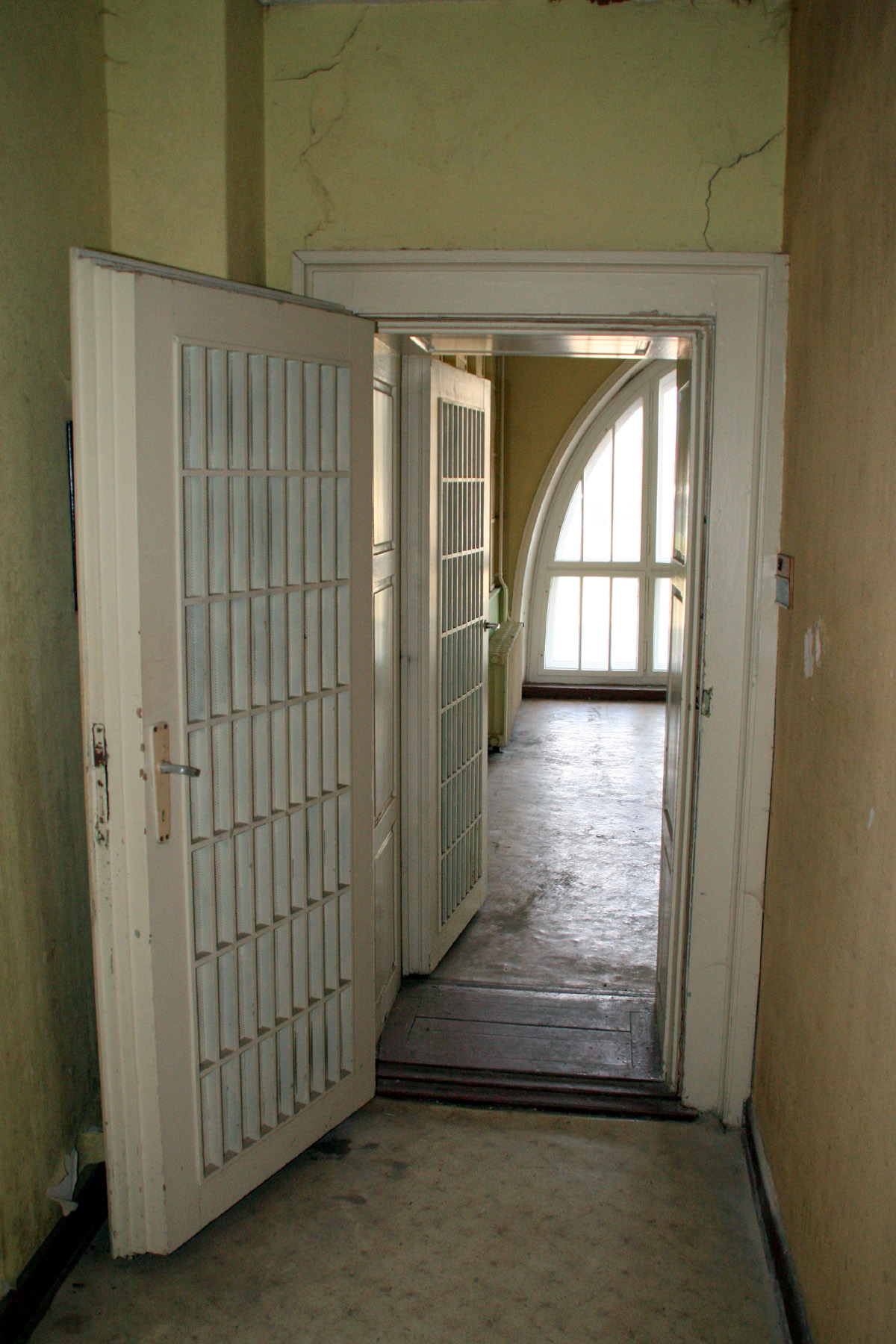
Sas à double porte insonorisée, dans un centre de diffusion radio. Tant que l'une des deux portes est fermée, le bruit n'entre pas.

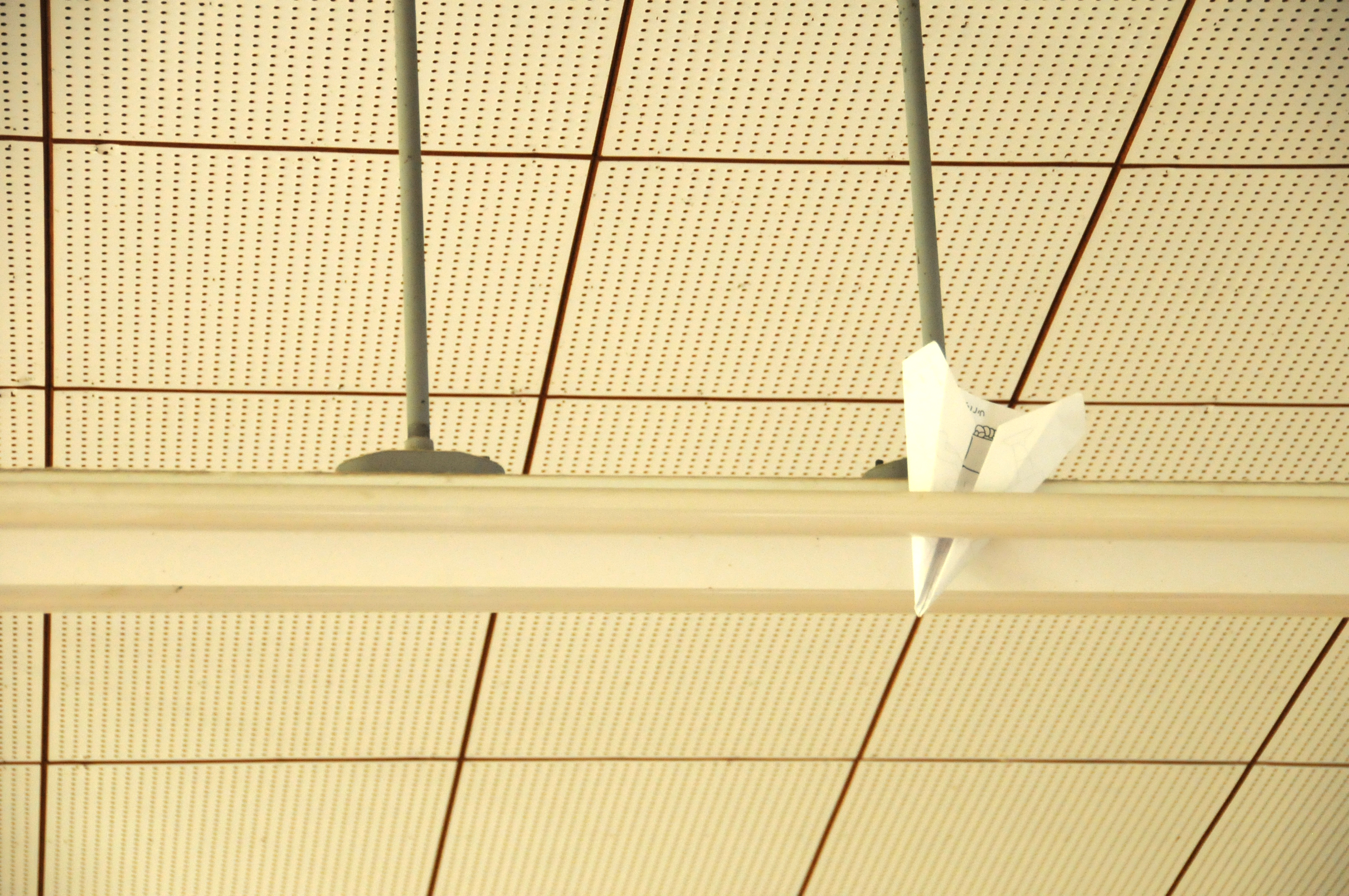
Dalles acoustiques absorbant une partie du bruit ambiant sur un plafond.

Les pratiques de contrôle du bruit en acoustique architecturale comprennent la réduction de la réverbération du son intérieur, l'atténuation du transfert de bruit entre les pièces et l'augmentation de la qualité insonorisante de la "peau extérieure" du bâtiment.
Dans le cas de la construction d'appartements, de copropriétés, d'hôpitaux et d'hôtels neufs (ou rénovés), de nombreux États et collectivités ont des codes de construction stricts avec des exigences d'analyse acoustique, visant à protéger les occupants du bâtiment des nuisances sonores.
Pour le bruit extérieur, les codes exigent généralement la mesure de l'environnement acoustique extérieur afin de déterminer la norme de performance requise pour la conception de l'enveloppe extérieure du bâtiment. Un acousticien peut aider l'architecte à trouver le moyen le plus rentable de créer un intérieur silencieux (normalement sous les 45 dBA). Des éléments importants de l'enveloppe du bâtiment sont notamment : le vitrage (épaisseur du verre, conception à double ou triple vitrage, etc.), les plaques de matériaux perforés (utilisées à l'intérieur ou à l'extérieur), le matériau du toit, les normes de calfeutrage, les déflecteurs de cheminée, la conception des portes extérieures (y compris des portes de garage, quand ce dernier est intégré dans la maison), des fentes de boite aux lettres, des orifices de ventilation (des combles notamment), la présence de climatiseurs muraux, etc.
Le bruit généré à l'intérieur du bâtiment  se propage à travers les murs ou les assemblages de plancher et de plafond ; il a deux sources principales :
- les activités humaines se déroulant dans les espaces de vie (voix, bruit des systèmes sonores amplifiés, bruit d'animaux...).
- le bruit mécanique des systèmes du bâtiment (ex : ascenseurs, chaudières, systèmes de réfrigération ou de climatisation, générateurs, broyeurs ou compacteurs de déchets. Les sources aérodynamiques comprennent les ventilateurs, les systèmes pneumatiques et de combustion. Le contrôle du bruit pour les sources aérodynamiques comprend les prises d'air insonorisées, des silencieux pneumatiques et les systèmes de ventilation silencieuse.

De nombreux sons mécaniques étant intrinsèquement forts, il est recommandé que les murs, planchers et plafonds répondent à certaines normes de performance (généralement une classe de transmission sonore de 50), ce qui permet déjà de considérablement atténuer le niveau sonore atteignant les occupants (et leurs voisins).
Le deuxième type de son intérieur ne provient pas de la transmission aérienne, mais plutôt de la transmission du son à travers les matériaux du bâtiment lui-même (on parle d'indice d'isolation aux impacts et dans les pays anglophones d'IIC pour Impact Insulation Class).
La perception la plus courante de ce type de bruit est celle des basses musicales, ou des pas des occupants vivant dans les espaces de vie situés au-dessus ou à côté d'un espace de vie ou de travail. Les sons de basse fréquence sont plus facilement transmis à travers le sol et les parois des bâtiments, et donc plus difficiles à atténuer : il faut alors envisager d'isoler l'ensemble du plancher de l'espace situé au-dessus, ou de suspendre le plafond inférieur sur un profilé résilient.
Les effets de transmission mentionnés ci-dessus peuvent provenir soit des occupants du bâtiment, soit des systèmes mécaniques du bâtiment tels que les ascenseurs, les systèmes de plomberie ou les appareils de chauffage, de ventilation et de climatisation. Il suffit parfois de spécifier la meilleure technologie d'insonorisation disponible lors de la sélection d'un matériau de construction. Parfois le montage de systèmes antichoc et de contrôle des vibrations est nécessaire.
Dans le cas des systèmes de plomberie, des protocoles spécifiques ont été développés, en particulier pour les conduites d'alimentation en eau, par exemple pour créer un gainage isolant des tuyaux dans les murs du bâtiment.
Dans le cas d'une VMC, il importe de baffler tous les conduits susceptible de transmettre le son d'une zone bruyante vers d'autres zones du bâtiment.
Des défis plus complexes sont à relever pour la conception et la réalisation des salles de concerts, de studio d'enregistrement, de studios de cinéma, d'auditoriums ou d'amphithéâtres, etc. Dans ces cas, la réverbération et la réflexion doivent être analysées pour insonoriser ces lieux, mais aussi pour y empêcher les effets d'écho. Pour ce faire, des baffles acoustiques spéciaux et des matériaux de revêtement insonorisants à haute performance peuvent être utilisés.

## Solutions post-construction
Les panneaux acoustiques muraux et de plafond sont une solution commerciale et résidentielle courante pour le contrôle du bruit dans les bâtiments déjà construits (rénovation).
Ils peuvent théoriquement être faits d'une large variété de matériaux, mais les produits commercialisés sont fréquemment à base de fibre de verre ou de laine minérale, comme pour les isolants thermiques qui sont d'ailleurs eux-mêmes utilisés avec une fonction acoustique antibruit pour leur efficacité à minimiser les réverbérations.
Les panneaux acoustiques idéaux sont ceux sans face ou matériau de finition qui pourraient interférer avec les performances du remplissage acoustique, mais des raisons d'esthétique et de sécurité conduisent généralement à les couvrir d'un revêtements en tissu ou d'autres matériaux de finition pour minimiser l'impédance. Les finitions de ces panneaux sont parfois constituées d'une configuration poreuse de bois ou de métal.
L'efficacité du traitement acoustique post-construction est limitée par la quantité d'espace pouvant être allouée au traitement acoustique. Les panneaux muraux acoustiques, parfois de grande taille, sont souvent fabriqués in situ sur les murs et plafonds pour être adaptés à la forme de l'espace préexistant, contourner les cadres de porte, les plinthes, etc.
Des fenêtres à double ou triple vitrage et plus épaisses peuvent aussi empêcher la transmission du son de l'extérieur.

### En contexte industriel
Le bruit industriel est parfois très intense, et alors souvent supérieur à 85 décibels. Beaucoup d'environnements de travail ont des niveaux sonores se situant entre 70 et 75 décibels. L'un ou l'autre type d'environnement peut entraîner des effets du bruit sur la santé si l'intensité sonore et la durée d'exposition sont trop importantes.
Les équipements industriels peuvent, dans une certaine mesure, intégrer des protections contre le bruit et les vibrations (pieds de caoutchouc, amortisseurs, systèmes antichoc, cage ou coque insonorisante ou autres barrières contre le bruit, et les personnes peuvent porter un équipement de protection auditive. La machine elle-même peut parfois être repensée pour fonctionner silencieusement ou avec moins de bruit.
Ces dernières années, des programmes et des initiatives (ex : Buy Quiet) ont vu le jour pour lutter contre l'exposition professionnelle au bruit. Ces programmes encouragent l'achat d'outils et d'équipements plus silencieux et encouragent les fabricants à concevoir des équipements plus silencieux.
Dans le cas d'environnements de bureau conventionnels ou en open-space, les techniques d'acoustique architecturale décrites ci-dessus peuvent s'appliquer. D'autres solutions peuvent consister à rechercher les modèles d'équipements de bureau les plus silencieux (imprimantes, photocopieurs...). Les imprimantes à impact et autres équipements étaient souvent équipés de "capots acoustiques", des enceintes pour réduire le bruit émis. Certaines sources d'éclairage (notamment les anciens tubes fluorescents) sont source d'émissions sonores continues gênantes, voire insupportables pour les personnes autistes hypersensibles au bruit. Ces luminaires peuvent être changés.
Avant l'apparition des matériels numériques plus silencieux, les cinéastes et photographes pouvaient sur les plateaux atténuer le bruit des caméras ou appareils photo utilisés en studio (de même pour la photo animalière quand le bruit pouvait faire fuir ou alerter un animal sauvage). On utilisait pour cela des caissons insonorisants dits "Blimps".

### En contexte commercial
Les réductions de coût des matériels ont permis d'importer les techniques de contrôle du bruit développées pour les salles de spectacle et les studios d'enregistrement, dans les lieux commerciaux sensibles au bruit telles que dans certains restaurants. Des absorbants acoustiques peuvent aussi servir de support d'œuvres d'art dans des environnements où l'esthétique et le silence sont valorisés.
En combinant des matériaux absorbant le bruit, un réseau de microphones et de haut-parleurs à un processeur numérique, un opérateur de restaurant peut utiliser une tablette pour sélectivement contrôler le niveaux de bruit ambiant à différents endroits du restaurant : les réseaux de microphones captent le son et l'envoient au processeur, qui via les haut-parleurs régule l'ambiance sonore.

### Contexte résidentiel
Au XXe siècle, le traitement acoustique résidentiel post-construction n'a guère concerné que quelques musiciens soucieux de ne pas gêner leurs voisins ou des amateurs d'écoute de musique. Puis les développements des moyens d'écoute et d'enregistrement à domicile, en haute fidélité, ont conduit à des exigences croissantes pour le traitement acoustique résidentiel. Outre des panneaux acoustiques faits maison et à usage domestique, on a vu apparaitre dans le commerce des matériaux piégeant les basses et des isolants de qualité industrielle destinés à des auditoriums ou studios d'enregistrement à domicile, ainsi qu'à des salles de cinéma, de musique, de théâtre, etc.

## Aménagement urbain
Dans un nombre croissant de pays et de régions du monde, les communautés peuvent utiliser des zonage protégés du bruit, et la législation établi des seuils de bruit pour notamment protéger les sommeil et la santé des citoyens.
Les quartiers à faible revenu étant souvent aussi les plus exposés à la pollution sonore, l'établissement de codes de zonage est aussi, souvent, une question de justice sociale, sanitaire et environnementale. Les zones à usage mixte sont sources de conflits nécessitant une attention particulière pour y protéger les personnes des effets néfastes des nuisances sonores. Le bruit est l'un des items important des études d'impacts qui doivent normalement déboucher sur la non réalisation du projet, ou sur des mesures conservatoires ou compensatoires, par exemple lors de projets d'infrastructures industrielles bruyantes et/ou de transports).